# Боцепревир
Боцепревир (МНН, торговое название Victrelis) представляет собой ингибитор протеазы, используемый для лечения гепатита, вызванного вирусом гепатита С (ВГС) генотипа 1. Он связывается с активным участком неструктурного белка 3 HCV.
Первоначально он был разработан компанией «Schering-Plough», затем «Мерк и Ко» после приобретения Schering в 2009 году. Был одобрен Управлением по санитарному надзору за качеством пищевых продуктов и медикаментов США (FDA) в мае 2011 года. В январе 2015 года компания «Мерк и Ко» объявила, что добровольно снимет Victrelis с рынка из-за подавляющего превосходства новых противовирусных агентов прямого действия, таких как Ледипасвир/Софосбувир.

## Клинические исследования

### Исследование SPRINT-1
SPRINT-1 представляло собой исследование второй фазы боцепревира у трудно поддающихся лечению пациентов с генотипом 1 ВГС. Результаты исследования были объявлены в апреле 2009 года на 44-м ежегодном собрании Европейской ассоциации по изучению печени в Копенгагене. При использовании в комбинации с пегинтерфероном альфа-2b и рибавирином боцепревир приводил к значительно более высоким показателям устойчивого вирусного ответа (УВО) у наиболее трудно поддающихся лечению пациентов с генотипом 1.
В исследовании II фазы сравнивались три различных режима: 
- четыре недели пегинтерферона альфа-2b (1,5 мкг / кг один раз в неделю) плюс рибавирин (от 800 до 1400 мг в день в зависимости от веса пациента) с последующим введением боцепревира (дополнительно 800 мг три раза в день к пегинтерферону и рибавирину) на 24 недели или 44 недели;
- боцепревир в комбинации с пегинтерфероном альфа-2b плюс рибавирин, в течение 28 или 48 недель (тройная терапия); и
- пегинтерферон альфа-2b плюс рибавирин в низких дозах (от 400 до 1000 мг / день) и боцепревир в течение 48 недель.

Пациенты, включенные в исследование SPRINT-1, были одними из наиболее трудно поддающихся лечению и относились исключительно к пациентам с генотипом 1. (Все пациенты не получали лечения). Кроме того, у многих пациентов были другие тяжелые для лечения показатели, в том числе цирроз (6–9%), высокая вирусная нагрузка (90%) и афроамериканское происхождение (14–17%). УВО 75% через 24 недели после прекращения терапии был достигнут в группе, получавшей в течение 48 недель предварительную четырехнедельную терапию пегинтерфероном альфа-2b плюс рибавирин с последующим добавлением боцепривира. Это представляет собой почти двукратное увеличение частоты УВО по сравнению со стандартной терапией без боцепревира в этой группе.
Анемия была наиболее частым нежелательным явлением. Это произошло у половины пациентов, получавших боцепревир, и примерно у трети пациентов, принимавших пегинтерферон альфа-2b плюс рибавирин в стандартной дозе. 
Ведущим исследователем исследования был доктор Пол Кво, адъюнкт-профессор медицины Школы медицины Университета Индианы в Индианаполисе, штат Индиана.

### Исследование SPRINT-2
SPRINT-2 было двойным слепым исследованием, в котором взрослых с нелеченым вирусом гепатита С генотипа 1 случайным образом распределяли в одну из трех групп. Каждая группа получала месячный курс пегинтерферона альфа-2b и рибавирина, после чего была рандомизирована в одну из трех групп. Первая группа получала плацебо плюс пегинтерферон-рибавирин в течение 44 недель, вторая группа получала боцепревир плюс пегинтерферон-рибавирин в течение 24 недель, а те, у кого был обнаружен уровень РНК ВГС между 8 и 24 неделями, получали плацебо плюс пегинтерферон-рибавирин в течение дополнительных 20 недель, а третья группа получала боцепревир плюс пегинтерферон-рибавирин в течение 44 недель. Темнокожие пациенты и не чернокожие пациенты были включены и проанализированы отдельно, поскольку было показано, что чернокожие пациенты хуже реагируют на противовирусную терапию пегинтерфероном и рибавирином, чем не чернокожие. Всего в исследовании приняли участие 938 пациентов, не являющихся чернокожими, и 159 пациентов черного цвета.
Важные побочные эффекты включали анемию и дисгевзию (нарушение вкусовых ощущений).

## Исследование RESPOND-2
В исследовании RESPOND-2 изучались пациенты с хроническим гепатитом С генотипа 1, у которых не было устойчивого ответа на терапию пегинтерфероном-рибавирином. Все пациенты в течение месяца получали пегинтерферон альфа-2b и рибавирин, после чего были рандомизированы в одну из трех групп. Первая группа получала плацебо плюс пегинтерферон-рибавирин в течение 44 недель. Вторая группа получала боцепревир плюс пегинтерферон-рибавирин в течение 32 недель, а пациенты с определяемым уровнем РНК ВГС на 8 неделе получали пегинтерферон-рибавирин и плацебо в течение еще 12 недель. Третья группа получала боцепревир и пегинтерферон-рибавирин в течение 44 недель.